# Simeon Nwankwo
Simeon Tochukwu Nwankwo (Lagos, 7 mei 1992) - alias Simy - is een Nigeriaanse voetballer die doorgaans als aanvaller speelt. Hij verruilde Crotone in 2022 voor Salernitana. Simy debuteerde in 2018 in het Nigeriaans voetbalelftal.

## Carrière
Simy speelde in eigen land voor Guo FC, maar verhuisde nog in zijn jeugd naar Portugal om daar deel uit te maken van de opleiding van Portimonense. Hiervoor debuteerde hij in 2011 in het eerste elftal, destijds actief in de Segunda Liga. Simy maakte nog voor zijn 21e zestien doelpunten in ruim vijftig competitiewedstrijden en vestigde daarmee de aandacht van Gil Vicente op zich. Dat haalde hem in juli 2013 naar de club om daarmee in de Primeira Liga te spelen. Simy degradeerde in 2015 met Gil Vicente naar de Segunda Liga en werd daarin in het seizoen 2015/16 met twintig doelpunten topscorer.
Simy verruilde Gil Vicente in juli 2016 voor het dan net naar de Serie A gepromoveerde FC Crotone om vervolgens in augustus 2021 over te stappen naar het net naar de Serie A gepromoveerde US Salernitana 1919.

## Clubstatistieken
| Seizoen     | Club         | Competitie    | Competitie | Competitie | Beker | Beker | Internationaal | Internationaal | Totaal | Totaal |
| Seizoen     | Club         | Competitie    | Wed.       | Dlp.       | Wed.  | Dlp.  | Wed.           | Dlp.           | Wed.   | Dlp.   |
| ----------- | ------------ | ------------- | ---------- | ---------- | ----- | ----- | -------------- | -------------- | ------ | ------ |
| 2011/12     | Portimonense | Segunda Liga  | 24         | 5          | 6     | 1     | —              | —              | 30     | 6      |
| 2012/13     | Portimonense | Segunda Liga  | 32         | 11         | 3     | 0     | —              | —              | 35     | 11     |
| Club totaal | Club totaal  | Club totaal   | 56         | 16         | 9     | 1     | 0              | 0              | 65     | 17     |
| 2013/14     | Gil Vicente  | Primeira Liga | 15         | 0          | 6     | 0     | —              | —              | 21     | 0      |
| 2014/15     | Gil Vicente  | Primeira Liga | 30         | 9          | 5     | 2     | —              | —              | 35     | 11     |
| 2015/16     | Gil Vicente  | Segunda Liga  | 43         | 20         | 3     | 0     | —              | —              | 46     | 20     |
| Club totaal | Club totaal  | Club totaal   | 88         | 29         | 14    | 2     | 0              | 0              | 102    | 31     |
| 2016/17     | FC Crotone   | Serie A       | 21         | 3          | 1     | 1     | —              | —              | 22     | 4      |
| 2017/18     | FC Crotone   | Serie A       | 23         | 7          | 1     | 0     | —              | —              | 24     | 7      |
| 2018/19     | FC Crotone   | Serie B       | 33         | 14         | 3     | 0     | —              | —              | 36     | 14     |
| 2019/20     | FC Crotone   | Serie B       | 14         | 8          | 1     | 1     | —              | —              | 15     | 9      |
| Club totaal | Club totaal  | Club totaal   | 91         | 32         | 6     | 2     | 0              | 0              | 97     | 34     |

Bijgewerkt t/m 7 december 2019

## Interlandcarrière
Simy debuteerde op 28 mei 2018 in het Nigeriaans voetbalelftal, tijdens een oefeninterland thuis tegen Congo-Kinshasa (1–1). Hij speelde die van begin tot eind. Bondscoach Gernot Rohr nam hem later dat jaar mee naar het WK 2018.
1 Akpeyi ·
2 Idowu ·
3 Echiéjilé ·
4 Omeruo ·
5 Troost-Ekong ·
6 Balogun ·
7 Musa ·
8 Etebo ·
9 Ighalo ·
10 Mikel  ·
11 Moses ·
12 Abdullahi ·
13 Ndidi ·
14 Iheanacho ·
15 Nwankwo ·
16 Ezenwa ·
17 Onazi ·
18 Iwobi ·
19 Ogu ·
20 Awaziem ·
21 Ebuehi ·
22 Obi ·
23 Uzoho ·
Coach: Rohr